# Saturn Award für die beste New-Media-Superheldenserie
Folgende Serien haben den Saturn Award für die beste New-Media-Superheldenserie gewonnen:
| Jahr | Serie                 | Weitere Nominierungen                                                           |
| ---- | --------------------- | ------------------------------------------------------------------------------- |
| 2018 | Marvel’s The Punisher | Future Man Marvel’s The Defenders Marvel’s Iron Fist Marvel’s Runaways The Tick |